# Viburnum × carlcephalum
Viburnum × carlcephalum Burkwood ex Rullo, Brach & Gandhi, 2020 è un arbusto  appartenente alla famiglia delle Viburnaceae.
È un ibrido da giardino (V. carlesii × V. macrocephalum).